# Cataclysme riguata
Cataclysme riguata är en fjärilsart som beskrevs av Jacob Hübner 1808. Cataclysme riguata ingår i släktet Cataclysme och familjen mätare. Inga underarter finns listade i Catalogue of Life.